# سرايا الشركس
سرايا الشركس هي قوات شركسية مساعدة قاتلت لصالح الجيش الفرنسي في بلاد الشام بين عامي 1920 و1945. طُرد أسلافهم من القوقاز من قبل الإمبراطورية الروسية في عام 1864، وانتقلوا للعيش في بلاد الشام خلال عهد الإمبراطورية العثمانية، وفي سوريا، أثناء الانتداب الفرنسي على سوريا ولبنان الذي بدأ عام 1920 على وجه الخصوص.

## التاريخ

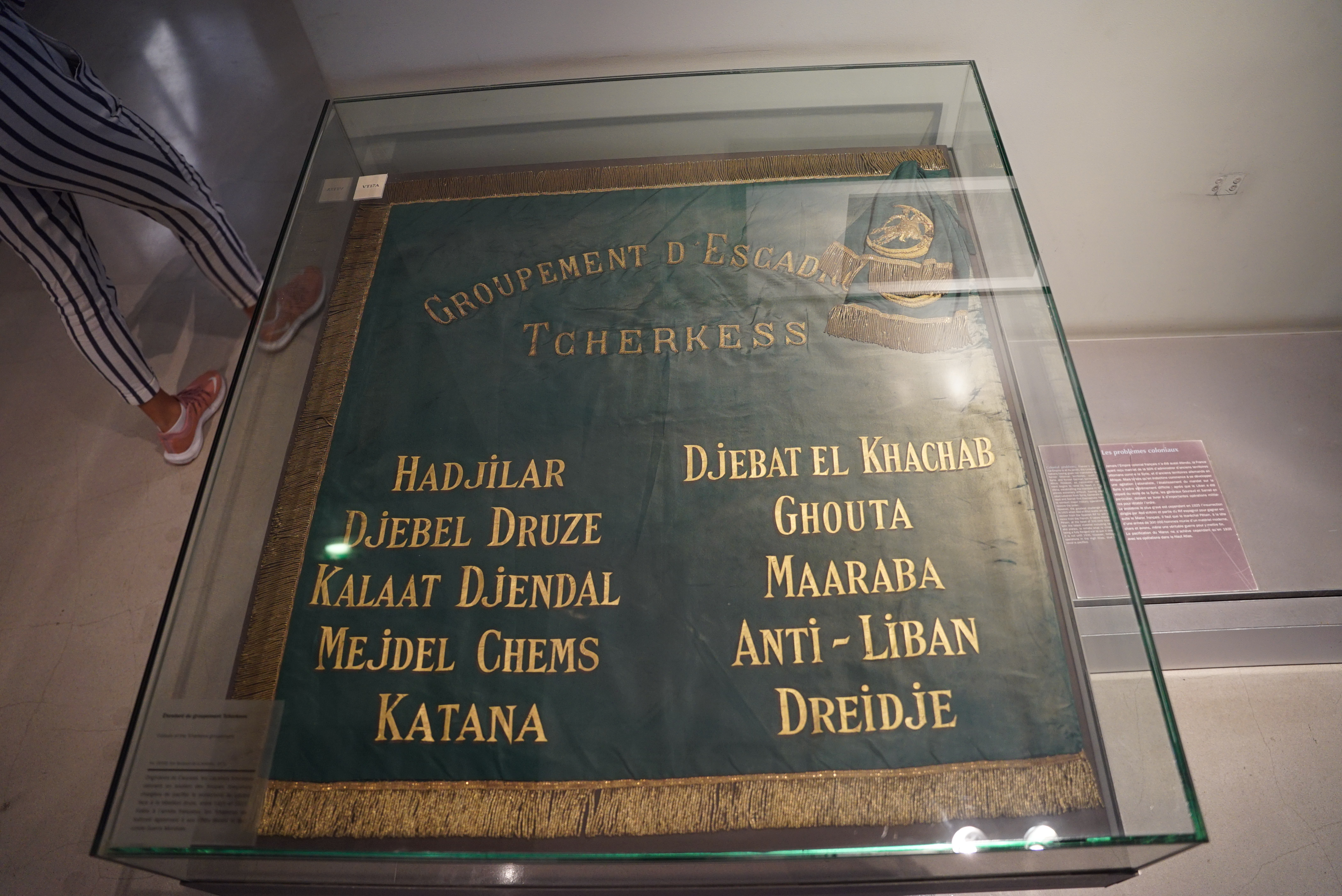
المعيار معروض في متحف الجيش.

بدأ تجنيد أول الفرسان الشركس في عام 1922 من قبل الملازم فيليبرت كوليه، ليشكلوا سرية الدرك المتنقل. تم إنشاء ثمانية سرايا بين سبتمبر 1925 ويونيو 1926، في بداية الثورة السورية الكبرى. السرية الأول للملازم كوليه المتمركز في دمشق هو بمثابة إطار لتدريب السرايا الأخرى. ويتم تجنيدهم من بين شراكسة القنيطرة ولكنهم يضمون أيضًا عناصر من خارج المجتمع.
تم ترقيم السرايا من 12 إلى 19، وشكلت مجموعة السرايا الشركسية في نوفمبر 1925، وتم وضعها تحت أوامر كوليه. وتتكون الإدارة من زعماء القبائل وأربعة ضباط فرنسيين. ولضمان ولائهم، يحصل الشراكسة على أجور جيدة جدًا ويتم السماح بالنهب بشكل كامل.

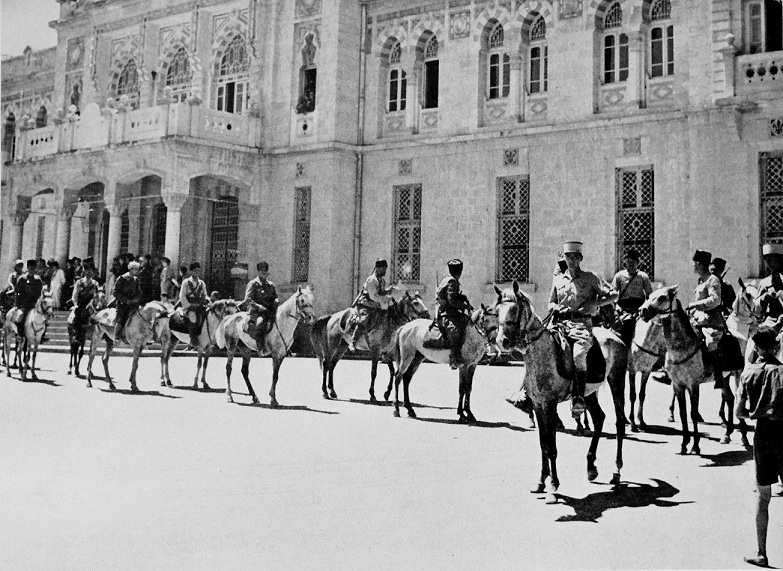
شراكسة فرنسا الحرة يوم 26 يونيو 1941 أمام محطة دمشق.

حل السرية 16 عام 1937 لتدريب صائدي الخيول اللبنانيين.
بالعودة إلى التجمع الشركسي في أكتوبر 1940 بعد قيادة كتيبة من فوج البندقية المغربي الأول، أنشأ الكابتن كوليه وحدات جديدة: السرايا 30 إلى 38 من الثوار الشركس الخيالة والسرايا 38 إلى 42 من الثوار الخيالة (الآلية)، الملحقة بمجموعة من المؤيدين. طاعة لنظام فيشي طاعة لنظام فيشي، قاموا بدوريات على الحدود مع فلسطين الانتدابية وشرق الأردن، التي كانت في أيدي البريطانيين. وفي 21 مايو 1941، تبعه أكثر من 400 شركسي عندما انضم إلى فرنسا الحرة.
ظلت القوات الأخرى موالية لفيشي. ثم أعيد تنظيم الشراكسة في مجموعة، مكونة من مجموعتين من السرايا الخفيفة التي تجمع بين السرايا 12 إلى 16 18، ومجموعة من أربعة سرايا من الثوار الفرسان. لقد حاربوا البريطانيين خلال الحملة السورية بينما قاتل شركس كوليه في 1 القسم الفرنسي الحر. انضم معظم الشراكسة إلى فرنسا الحرة وبقوا في بلاد الشام حتى نهاية الانتداب الفرنسي. ثم غادر الكثيرون سوريا بعد رحيل الفرنسيين.

## الشخصيات التي خدمت في السرايا
- فيليبرت كوليه (1896-1945)، رفيق التحرير
- مارك مارتن سيغفريد (1911-1990)، رفيق التحرير
- نيكولا روميانتزوف (1906-1988)، رفيق التحرير.